# Fort Irwin (Kalifornija)
Fort Irwin je naseljeno područje za statističke svrhe u američkoj saveznoj državi Kalifornija. Prema popisu stanovništva iz 2010. u njemu je živjelo 8.845 stanovnika.